# Rolf Kalb

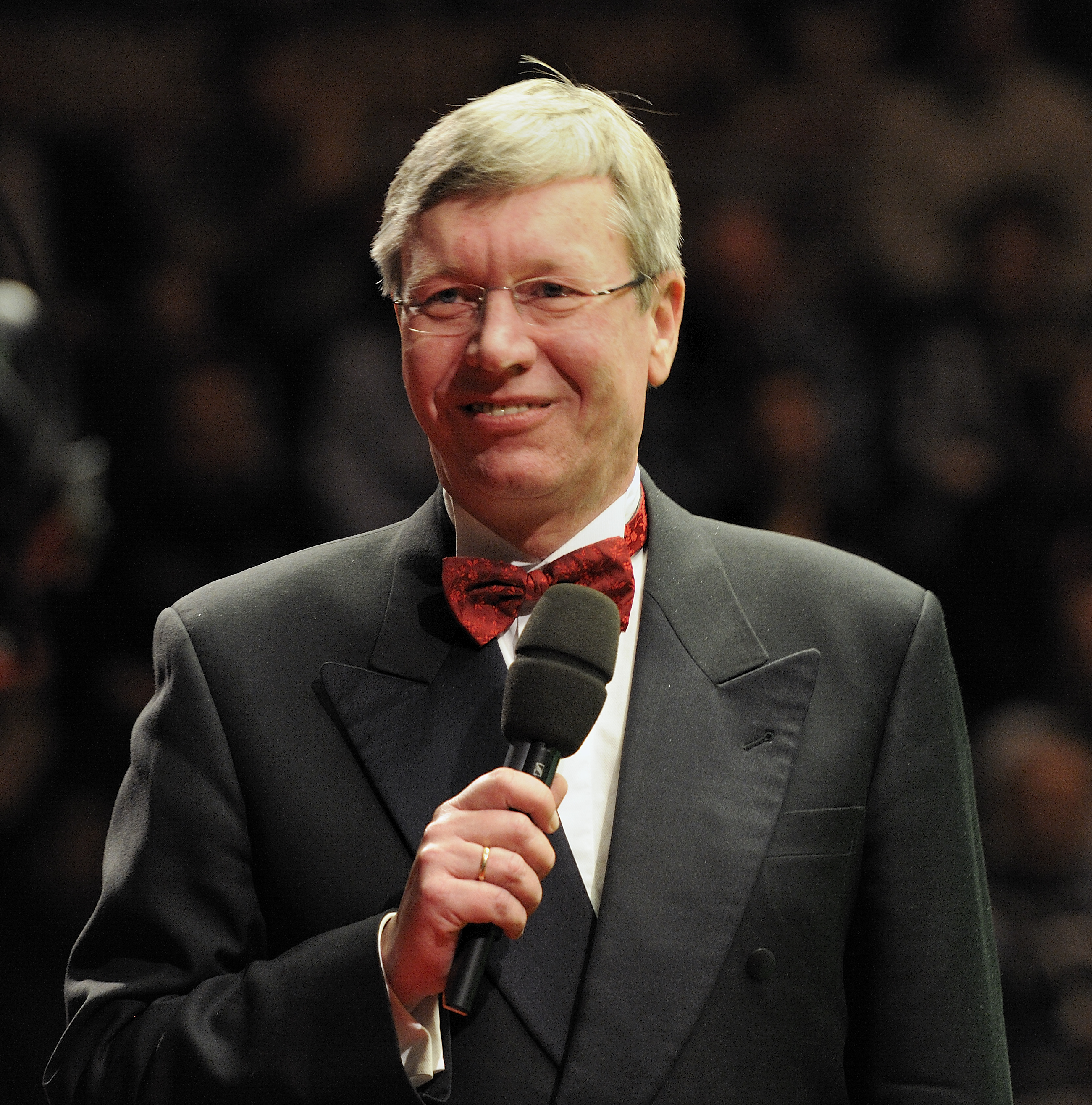
Rolf Kalb beim German Masters 2012

Rolf Kalb (* 29. September 1959 in Doveren bei Hückelhoven) ist ein ehemaliger deutscher Sportjournalist. Er war Kommentator beim privaten Fernsehsender Eurosport.

## Leben
Der in Gütersloh lebende Rolf Kalb, zweiter Sohn eines Fahrsteigers der Zeche Sophia-Jacoba, wuchs im heutigen Hückelhovener Stadtteil Doveren in der Nähe von Erkelenz am linken Niederrhein auf. Er ist seit 1985 verheiratet.
Sein älterer Bruder Rainer Kalb ist ebenfalls Sportjournalist sowie Fachbuchautor und Fußballfachmann.

## Beruflicher Werdegang

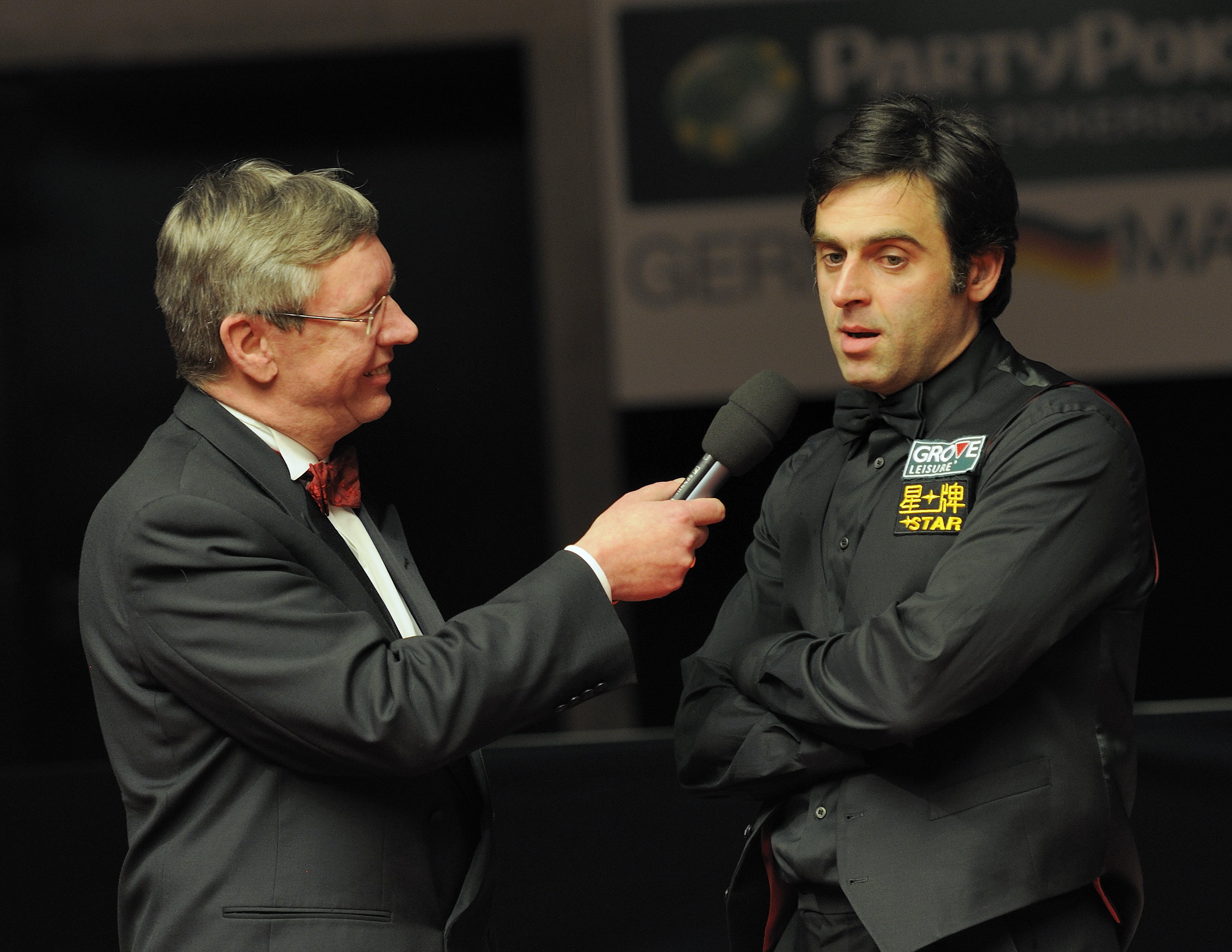
Rolf Kalb interviewt den mehrfachen Snooker-Weltmeister Ronnie O’Sullivan

Seine journalistische Karriere begann Kalb 1973 bei der Erkelenzer Lokalausgabe der Rheinischen Post, deren Sportredakteur Hans Groob sein Mentor war. Nach dem Abitur 1978 studierte er in Bonn Informatik und Mathematik. Währenddessen war er bis zum Jahr 1991 als Pressesprecher der Deutschen Billard-Union (DBU) im Einsatz. Ab 1982 war er beim WDR und für das ZDF tätig. Von 1989 bis 2024 arbeitete er – neben seiner freiberuflichen Tätigkeit als Autor von Sachbüchern und -filmen – als Kommentator bei Eurosport. Dort kommentierte er die Bereiche Billard – insbesondere die Billardvariante Snooker – sowie Rudern, Tanzsport, Taekwondo, Dart, Bowls, Gewichtheben, Basketball und Thaiboxen.
Beim German Masters 2011 im Berliner Tempodrom, dem ersten German Masters (German Open) seit 1998, das diesmal wieder als Weltranglistenturnier ausgetragen wurde, agierte er neben seinen Fernsehmoderationen bei Eurosport als „Master of Ceremonies“; eine Art Moderator, der die beteiligten Schiedsrichter und Akteure vor Spielbeginn mit einer kleinen Ansage auf die Bühne bittet, bei der Siegerehrung die Sponsoren und Funktionäre vorstellt und die Spieler kurz interviewt. Dadurch wurde Rolf Kalb einem größeren Publikum auch vor der Kamera bekannt.
Er beendete seine Kommentatoren-Karriere Anfang Mai 2024 nach der Snookerweltmeisterschaft.

## Würdigungen
„Er ist die Stimme des Snooker: Rolf Kalb.“

„Auch die Zuschauer in Deutschland sind immer mehr fasziniert von Snooker. Mehr als 1,5 Millionen Menschen verfolgten in Deutschland das Finale der Weltmeisterschaften 2006. Das ist der Verdienst des deutschen Kommentators Rolf Kalb. Mit Sachverstand erklärt er Anfängern die Regeln und hält für erfahrene Zuschauer interessante Anekdoten bereit.“

„Eurosport-Kommentator Rolf Kalb ist Stimme und Gesicht des deutschen Snookers. […] Rolf Kalb steht im Foyer des Tempodroms und schreibt Autogramme. Seine Unterschrift ist begehrt wie die eines Stars.“

„Kalb gelingt es, Neulinge vorm Bildschirm dozierend, aber nie belehrend mitzunehmen, gleichzeitig aber auch das Stammpublikum nicht zu langweilen.“

## Publikationen
- Billard verständlich gemacht: Pool, Karambolage, Snooker. 3. aktualisierte Auflage. Copress Sport, München 2003, ISBN 3-7679-0556-6.
- mit Thomas Hein, Anneli Nau: Snooker: der intelligente Weg zum besseren Spiel. Copress Sport, München 2006, ISBN 3-7679-0951-0.
- Die faszinierende Welt des Snooker. Edel, Hamburg 2018, ISBN 978-3-8419-0611-3.
- Rolf Kalb, Klaus Hose: Billard: in zehn Schritten zum Erfolg. mit praktischem Trainingsbegleiter. Sportinform, München 1994, ISBN 3-8254-0462-5.